# Space Battleship Yamato
Space Battleship Yamato (cu sensul de Nava spațială de luptă/Cuirasatul spațial Yamato) (japoneză ヤマト - transliterat ca Uchu Senkan Yamato) este un film științifico-fantastic japonez din 2010. Este o adaptare a serialului anime cu același nume din 1974. Filmul a avut premiera pe 1 decembrie 2010 în Japonia.

## Povestea
În anul 2199, după cinci ani de la atacurile cu bombe ale unei rase extraterestre numită Gamila, Forța de Apărare a Pământului lansează un contraatac lângă planeta Marte. Forța terestră este prea slabă în fața rasei Gamila și nu are nicio șansă. În timpul luptei, Mamoru Kodai, căpitanul distrugătorului spațial Yukikaze, își sacrifică viața atunci când își transformă nava avariată grav într-un scut pentru a proteja nava căpitanului Jyuzo Okita, permițându-i să scape.
Pe Terra, fratele lui Kodai, Susumu, umblă pe suprafața puternic radiată a planetei. La un moment dat un obiect se prăbușește lăsându-l incoștient. Când se trezește, el găsește un mesaj extraterestru într-o capsulă. El observă că radiațiile din jurul său au fost micșorate cumva pentru a-i permite să trăiască. Este salvat de nava lui Okita care se întoarce pe Pământ. Se descoperă că în capsulă se află și schemele unui nou motor warp și coordonatele de pe o planetă necunoscută care este denumită Iskandar și care este aflată la 148,000 de ani-lumină. După ce află ce s-a întâmplat pe Marte, Susumu Kodai, îl acuză pe căpitanul Okita de moartea fratelui său și încearcă să-l rănească, dar un membru al echipajului, Yuki Mori, îl oprește.
Okita crede că ultima șansă a umanității este pe planeta Iskandar: acolo el speră că vor găsi un dispozitiv care să micșoreze radiațiile nocive de pe Terra.

## Distribuție
Principalele caractere din serialul de animație japonez au fost schimbate în acest film.

### Echipajul de pe Yamato
- Takuya Kimura este Susumu Kodai, fratele mai mic al lui Mamoru și șeful formației de luptă
- Meisa Kuroki este Yuki Mori, pilot experimentat al escadrilei Black Tiger
- Toshirō Yanagiba este Shirō Sanada, ofițerul științific
- Naoto Ogata este Daisuke Shima, navigatorul principal
- Reiko Takashima este Dr. Sado, medicul navei
- Toshiyuki Nishida este Hikozaemon Tokugawa, inginer șef
- Hiroyuki Ikeuchi este Hajime Saitō, ofițer de comandă
- Maiko Skorick (マイコ) este Aihara, comunicații
- Toshihiro Yashiba este Yasuo Nanbu, tactici
- Kazuki Namioka este Saburō Katō, comandant al escadrilei Black Tiger
- Takumi Saito este Akira Yamamoto, membru al escadrilei Black Tiger
- Takahiro Miura este Furuya, membru al escadrilei Black Tiger
- Tsutomu Yamazaki este Jūzō Okita, căpitanul navei Yamato
- Kensuke Ōwada este Kenjirō Ōta, navigator

### Alții
- Shinichi Tsutsumi este Mamoru Kodai, fratele mai mare al lui Susumu și căpitanul de pe distrugătorul spațial Yukikaze
- Isao Hashizume este Heikurō Tōdō, conducătorul Forței de Apărare a Pământului

### Voice cast
- Kenichi Ogata este Analizatorul, robotul-asistent al lui Kodai Susumu.
- Masatō Ibu este Lord Desla, conducătorul rasei Gamila.
- Miyuki Ueda este Iskandar, inițial numit Starsha.
- Naratorul este Isao Sasaki